# Pagergunung (Pringsurat)
Pagergunung is een bestuurslaag in het regentschap Temanggung van de provincie Midden-Java, Indonesië. Pagergunung telt 2246 inwoners (volkstelling 2010).